# Peugeot Kisbee
Le Peugeot Kisbee est un scooter commercialisé par le constructeur français Peugeot Motocycles depuis 2010. Il est l'un des scooters les plus produits de sa génération et permet à Peugeot Motocycles de redevenir l'un des principaux constructeurs de scooter dans le monde, et principalement sur le marché français.
D'abord lancé en version deux et quatre temps, Peugeot présente en 2013 une version de 100 cm3 du Kisbee. Durant toute sa carrière, il connait régulièrement de légères mais nombreuses améliorations visuelles ou techniques. En 2016, la version 100 cm3 est supprimée, suivi du deux temps en 2021. Alternativement, il est disponible dans d'autres versions spéciales techniquement similaires, uniquement avec des couleurs ou des autocollants uniques.

## Historique

### Conception et développement
Le Kisbee reprend de nombreuses bases techniques de son prédécesseur, le Peugeot V-Clic, notamment pour le moteur, bien que largement retravaillé. Le Peugeot Kisbee est conçu dans le but de rivaliser avec les modèles asiatiques tels que SYM et Kymco, ainsi que la marque italienne Piaggio. Cette initiative stratégique vise à concurrencer efficacement les scooters 50 cm3 bien établis sur le marché, notamment le Piaggio Zip, le Sym Orbit, le Kymco Agility et le Hooper Moving. Le Kisbee vise donc à conquérir un large éventail de clients, notamment les adolescents et les jeunes adultes. Le Kisbee se distingue en tant que premier modèle de Peugeot à arborer la nouvelle identité visuelle du constructeur français, adoptée le 8 janvier 2010.

### Présentation et lancement et améliorations

#### Présentation

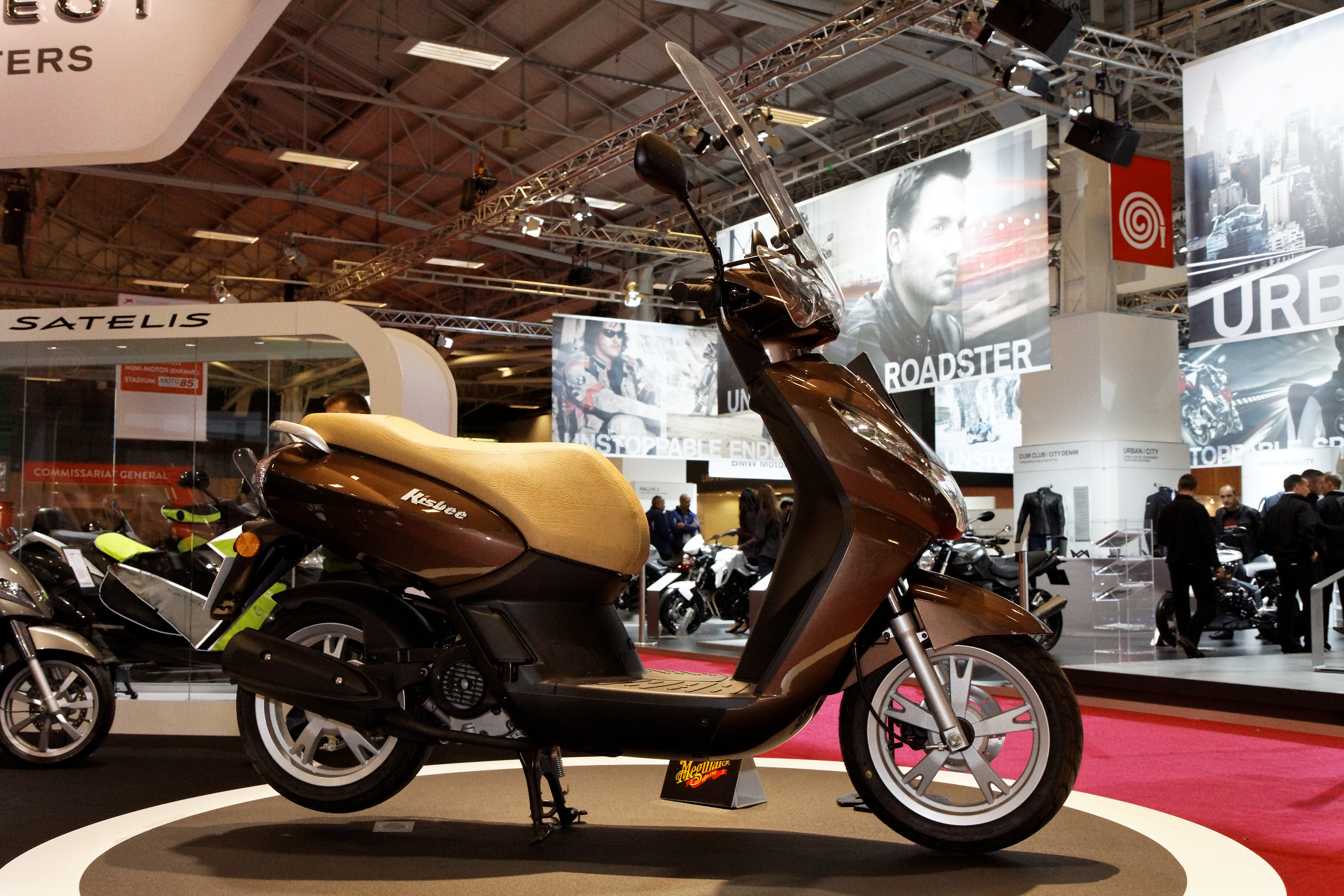
Un Peugeot Kisbee au Salon de la Moto et du Scooter de Paris 2011.

Le Peugeot Kisbee est présenté lors du 67e salon de la moto de Milan en novembre 2009. L'objectif est de proposer un modèle entrée de gamme au catalogue, pour moins de 1 200 € à sa sortie début 2010. Au lancement, Peugeot annonce vouloir vendre en un an et demi 6 000 exemplaires en France et 12 000 dans le monde.

#### 2014
En 2014, de très légères modifications sont apportés. La plaque protectrice de pot d'échappement devient plus petite, l'autocollant « Kisbee » au-dessus des phares à droite disparait et la bas des repose-pieds sont désormais peints. La version RS est restylée. Une nouvelle couleur apparait au catalogue : le Candy Pink.

#### 2018
L'année 2018 est la plus riche en améliorations, tant esthétiquement que mécaniquement. Le moteur est adapté pour répondre à la norme européenne d'émissions Euro 4, nécessitant des améliorations sur les parties internes. Visuellement, les compteurs sont grandement modernisés, une veilleuse LED est ajoutée sous le logo, et la protection de pot d'échappement devient brillante et arbore le logo Peugeot. Alors appelé simplement « Kisbee », toute la gamme change de nom pour s'appeler officiellement « Kisbee Euro 4 ».

#### 2020
En 2020, la plaque de protection du pot d'échappement arbore le texte Peugeot, et la forme du moteur change légèrement à l'extérieur.

#### 2021

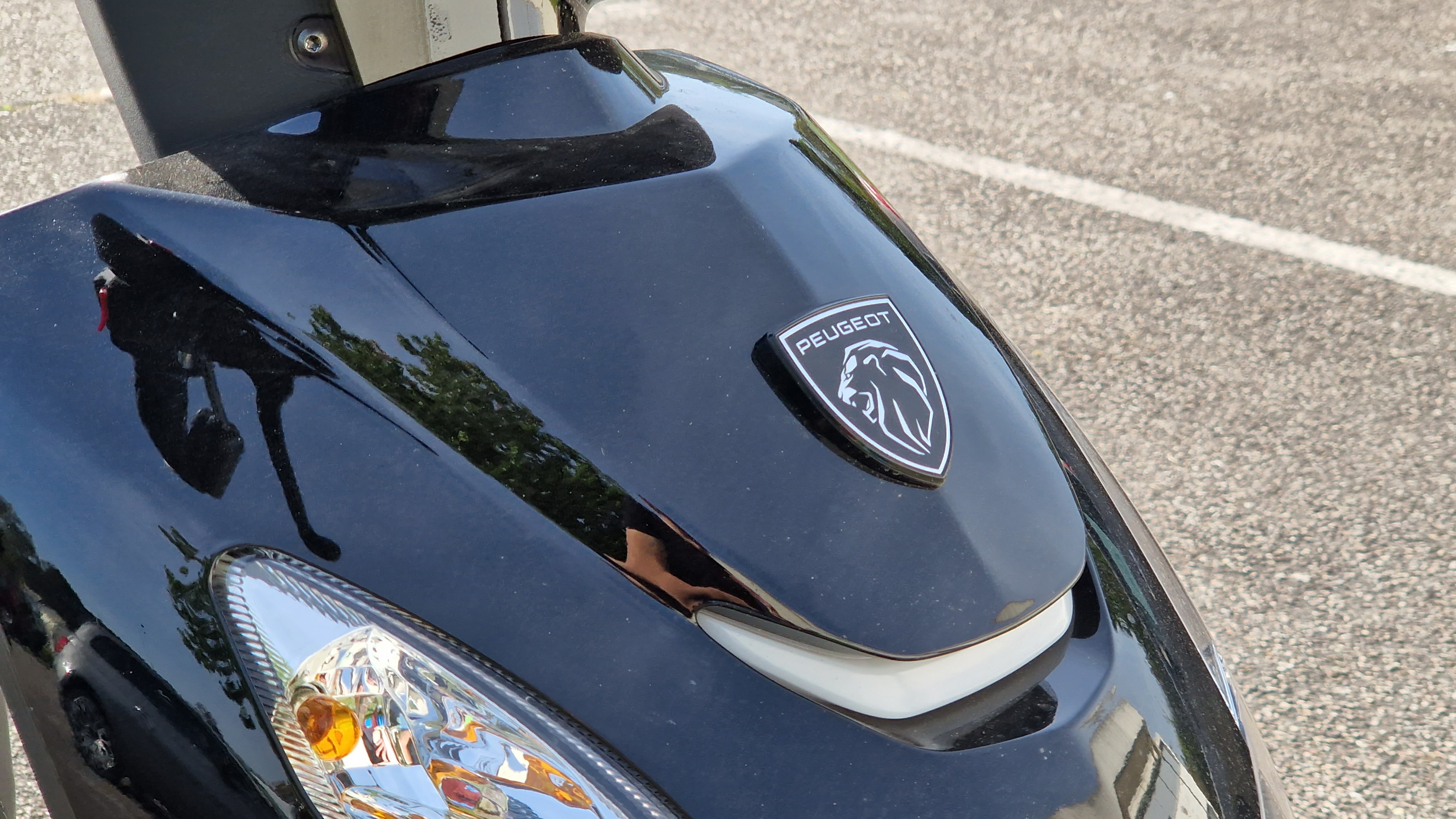
La face avant du Kisbee, avec le logo de Peugeot adopté en 2021.

En 2021, la version Euro 5 remplace les Euro 4, ainsi la gamme change une nouvelle fois de nom pour s'appeler officiellement « Kisbee Euro 5 ». La seule nouveauté esthétique est la modification des repose-pieds qui sont désormais en grille, ainsi que l'ajout d'une nouvelle couleur au catalogue : le Satin Chocolate. Cependant, la version deux temps disparait.

## Versions
Toutes les versions 50 cm3 peuvent être dotées du moteur deux ou quatre temps jusqu'en 2021. La version deux temps était l'unique version qui possédait une prise USB dans le coffre.

### Kisbee 50 Active

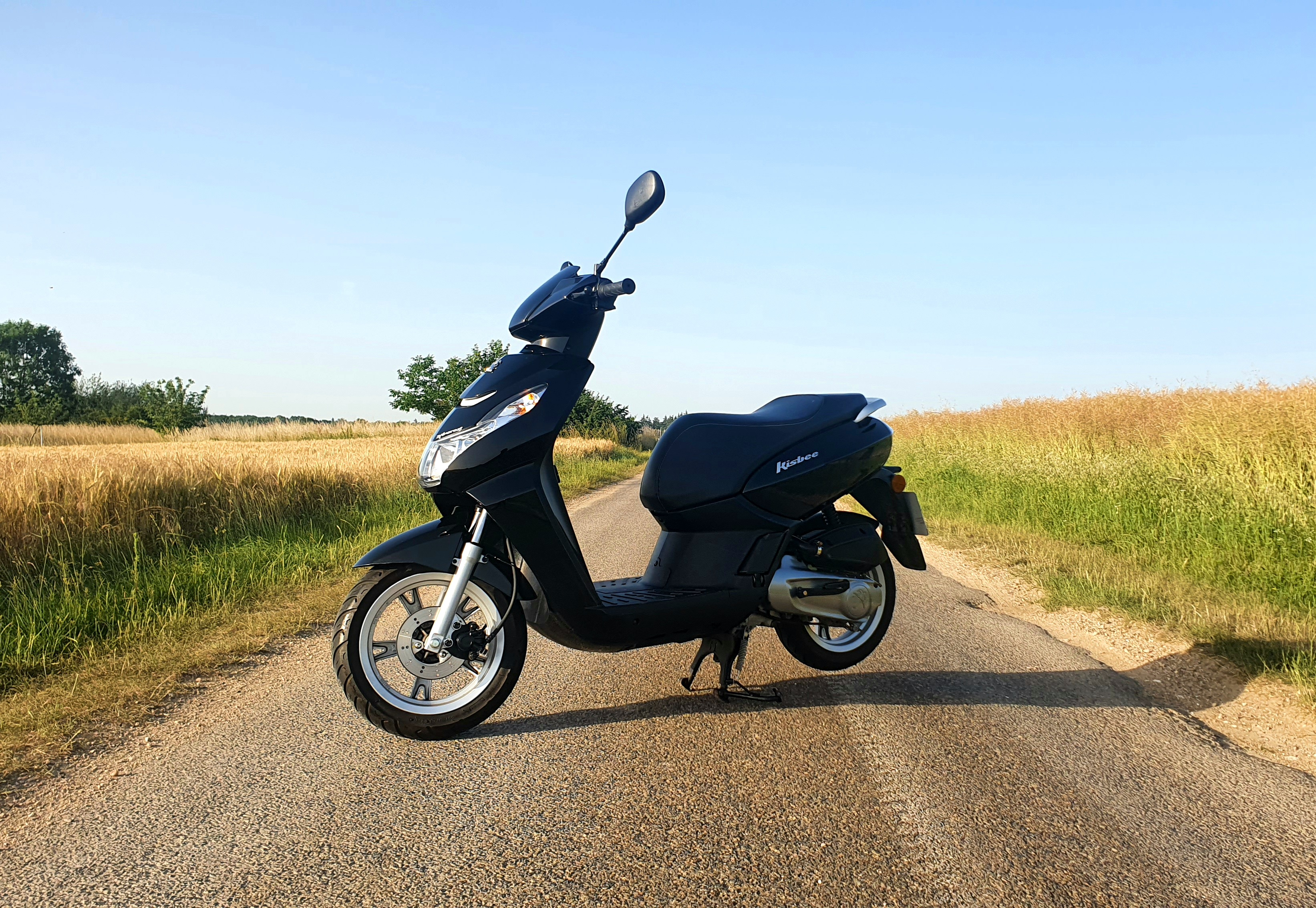
Un Peugeot Kisbee Active de 2020.

Version basique et la moins chère de la gamme. Le plancher en aluminium est disponible en option.

### Kisbee 50 RS
Lancée mi-2012, la version RS est la première version spéciale de la gamme. Le Kisbee RS connait deux évolutions majeures. À son lancement, il est disponible dans un coloris noir mat. Ses jantes sont noir brillant avec les bords usinés. La poignée passager est peinte en noir et le disque avant est en version « Shuricane ». Les poignées latérales sont agrandies avec une pièce d'aluminium de chaque côté. Pour renforcer son caractère sportif, plusieurs autocollants « RS » rouges sont apposés sur les flancs et la façade. Son garde-boue arrière, bien plus long, sera par la suite adopté sur tous les modèles de la gamme en 2020.

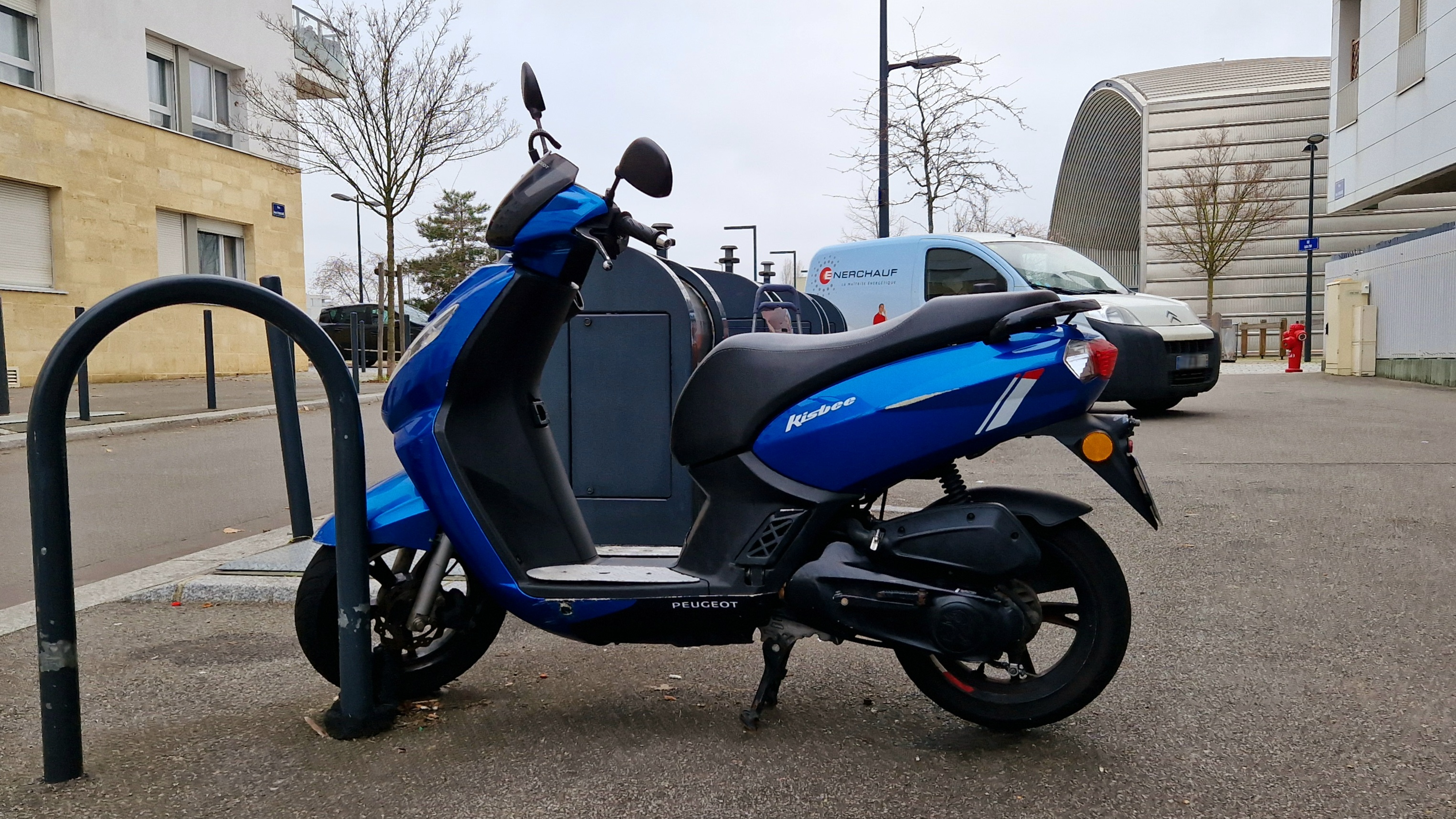
Un Peugeot Kisbee RS, en Celest Blue (version d'avril 2020).

En 2019, le Kisbee RS est entièrement restylé. Il est alors disponible uniquement en gris mat, les jantes sont entièrement noires avec des filets rouges, et un grand autocollant sur le côté droit du scooter rappelle la version de celui-ci. La poignée de maintien ainsi que la partie externe du moteur et les bras de fourche sont peints en noir.
À partir d'avril 2020, le Kisbee RS est uniquement disponible en Celest Blue, avec le plancher en aluminium de série et des autocollants blancs et rouges.

### Kisbee 50 Sportline

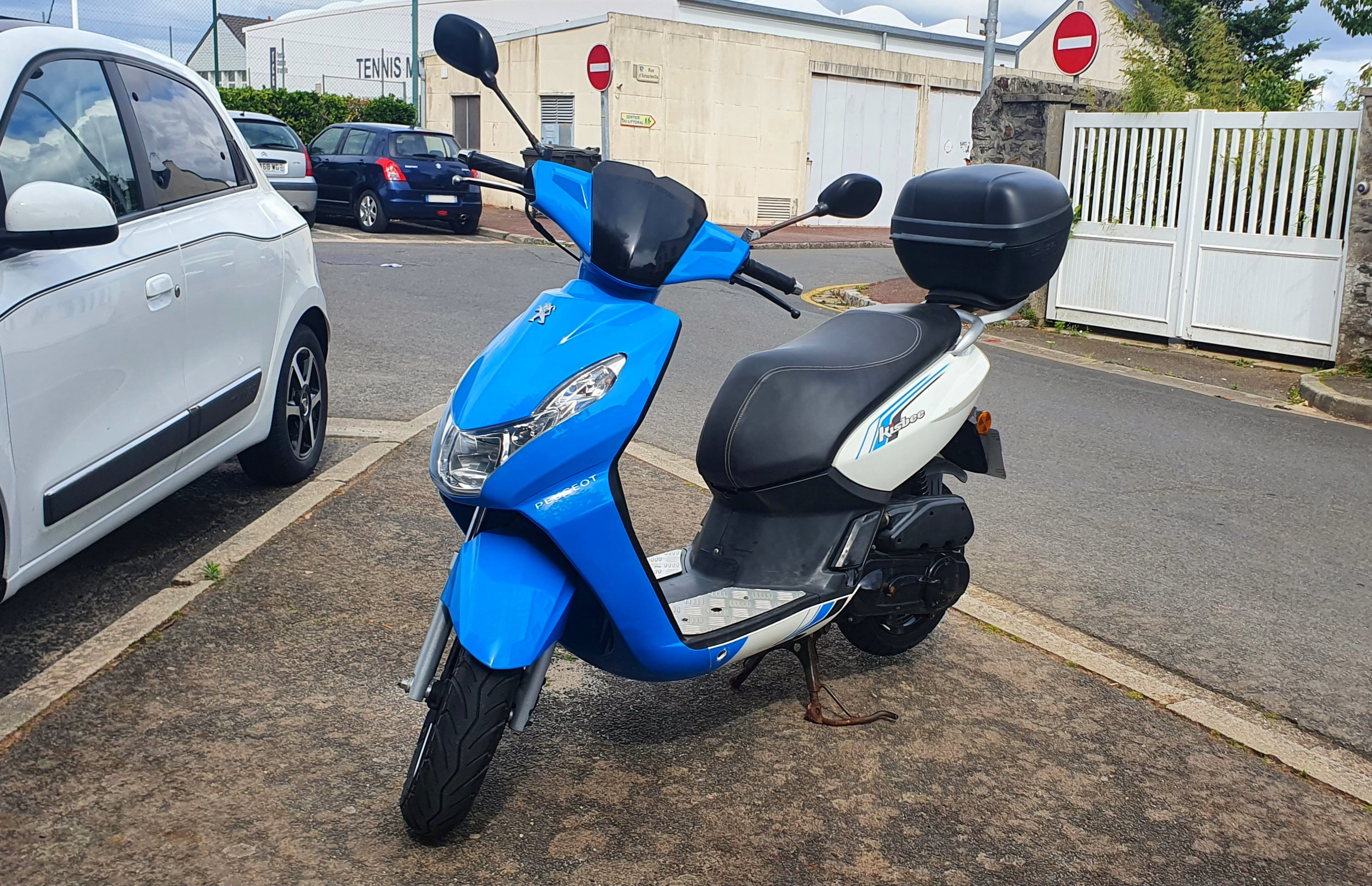
Un Peugeot Kisbee Sportline, en couleur Bleu France.

Le Kisbee Sportline est lancé sur le marché en 2016, offrant trois options de couleur : le Flat 6 Red, le Satin Flash Silver, et la teinte unique Bleu France. L'avant du scooter est revêtu de la couleur sélectionnée, tandis que l'arrière présente une finition noire, à l'exception du modèle Bleu France où il est blanc. Pour ajouter une touche de contraste, les jantes, les bras de fourche, la partie externe du moteur et la poignée de maintien sont peints en noir. Des autocollants reprenant la couleur principale du véhicule s'étendent le long du scooter, avec des touches de blanc et de noir. Les disques de freins sont dans leur version « Shuricane », et les poignées latérales sont élargies avec l'ajout d'une pièce d'aluminium de chaque côté.

### Kisbee 50 Black Edition
En même temps que le restylage du Kisbee RS, Peugeot présente le Kisbee Black Edition lors du salon de la moto de Milan, en novembre 2016 ; il est cependant officiellement lancé mi-2017. Le Kisbee Black Edition se distingue par sa finition entièrement en noir mat. Les poignées latérales sont pourvues d'une pièce en aluminium, augmentant leur taille. En plus de la carrosserie entièrement noire, les jantes, la partie externe du moteur et les bras de fourche sont tous peints en noir, renforçant l'aspect monochrome du scooter. Un autocollant « Kisbee Black Edition » noir brillant est apposé de chaque côté du scooter, mais une légère nuance de contraste est introduite par l'ajout d'un autocollant gris brillant sur les côtés du tablier. Disposant de série du plancher en aluminium, les disques de freins sont quant à eux en version « Shuricane ».

### Kisbee 50 R

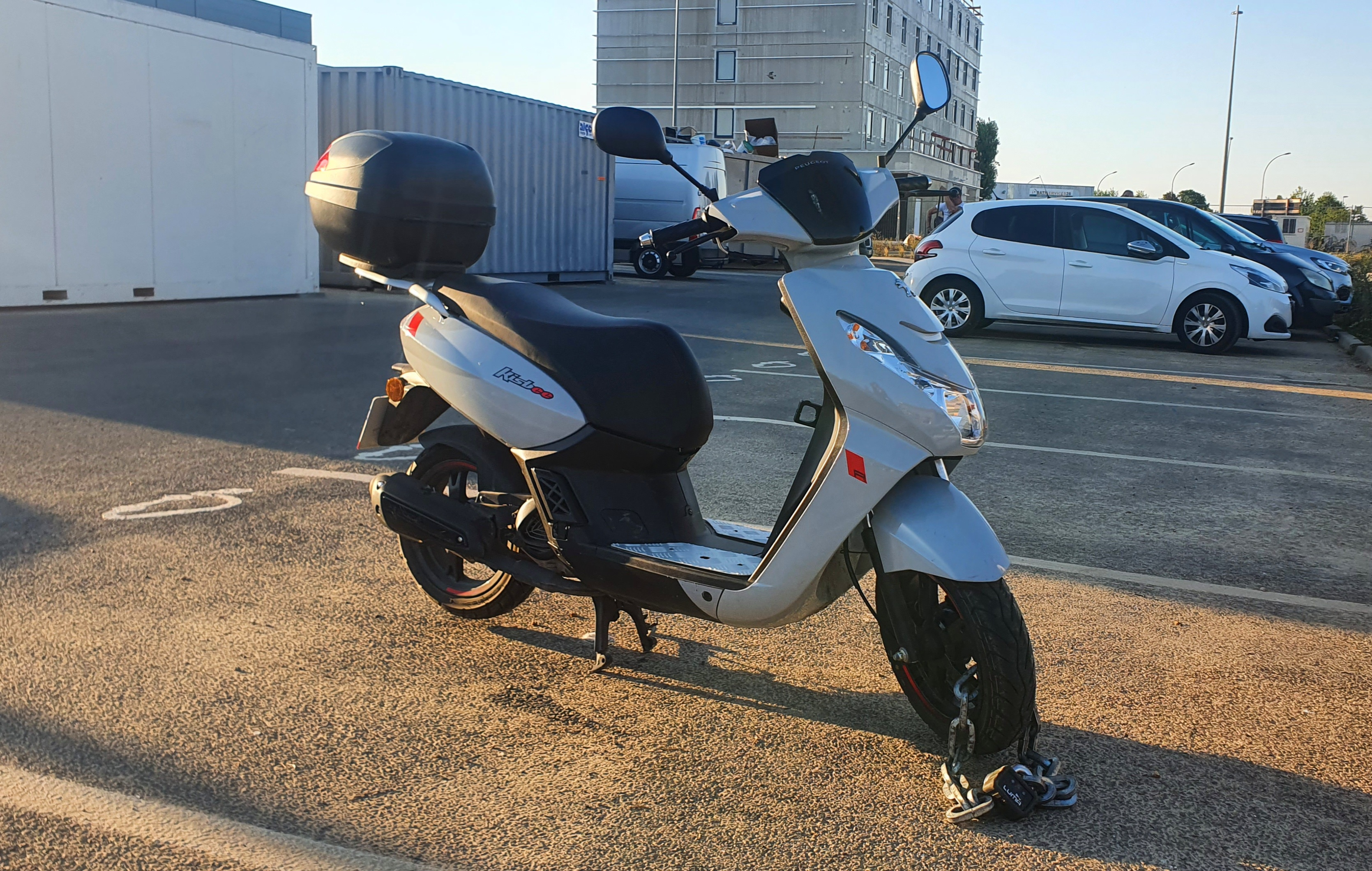
Un Peugeot Kisbee R.

Lancé en 2020, le Kisbee R est spécifiquement disponible en Iced Grey, un gris mat exclusif à cette version. À cette couleur viennent s'ajouter différentes touches de couleur rouge, intégrées sur le véhicule. Des autocollants « R » noirs et rouges sont apposés sur le côté du tablier et sous la poignée de maintien. Les deux « e » sur le logo Kisbee sont colorés en rouge, et des filets rouges sont apposés sur les jantes. Les jantes, la partie externe du moteur, les bras de fourche et la poignée sont peints en noir. Le disque de frein, situé à l'avant du scooter, est dans sa version « Shuricane », tandis qu'une pièce d'aluminium est fixée de chaque côté des poignées latérales.

### Kisbee 50 TCR

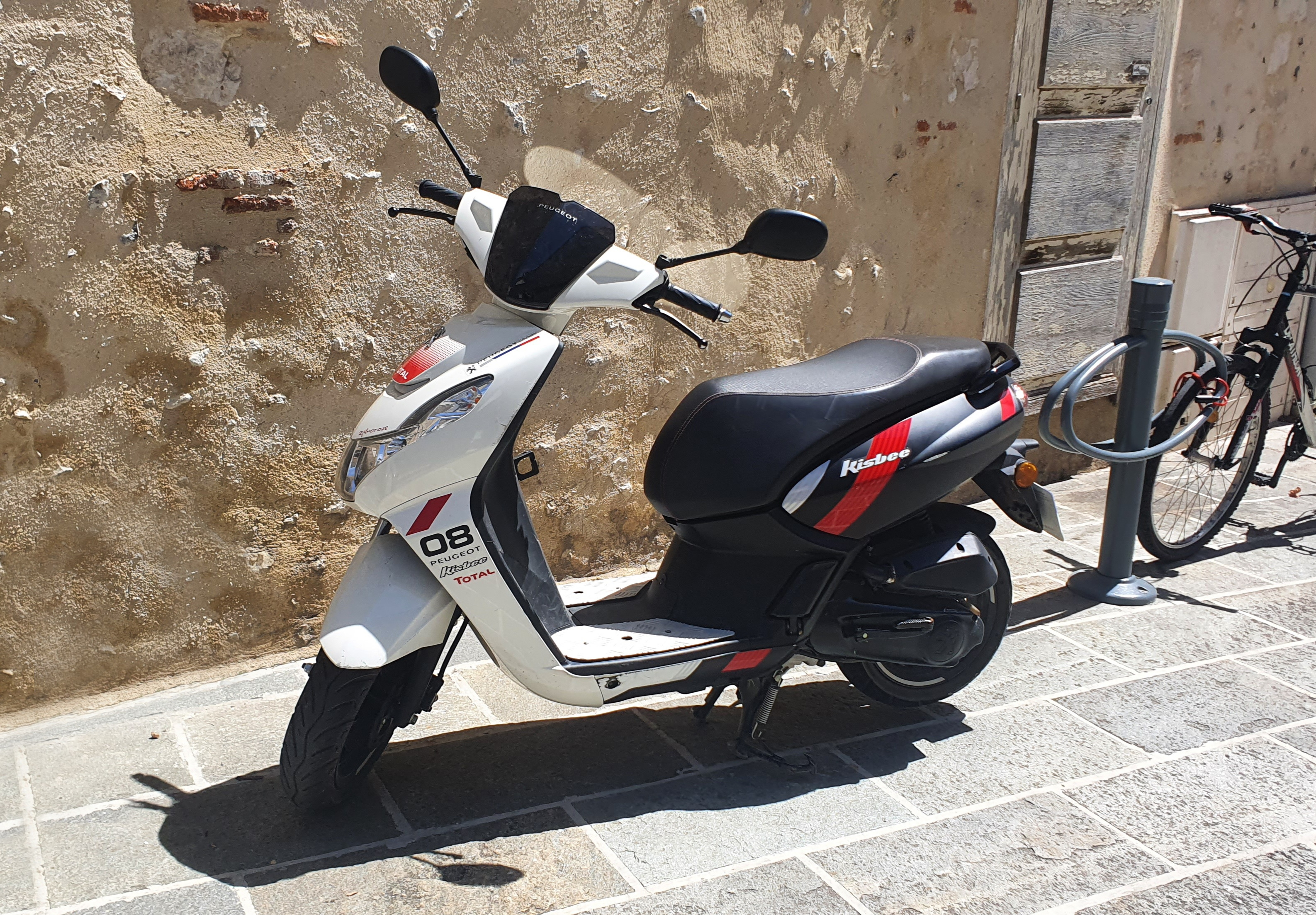
Un Peugeot Kisbee TCR.

Le Kisbee TCR est ajouté au catalogue en 2020, et se présente comme la version la plus « sportive » de la gamme. Son esthétique est une application directe de celle de la Peugeot 308 Racing Cup, voiture de course destinée à participer à des formules de promotions. Elle s'illustre notamment en 2016 lors des TCR International Series, un championnat international de course automobile de voiture de tourisme, donnant son nom à cette version du Kisbee. Uniquement proposé dans le coloris Icy White, il se distingue par de nombreux autocollants sur son carénage. La partie arrière, de couleur noir mat, est ornée d'une bande rouge qui traverse le scooter. Sur le côté du tablier est visible un autocollant arborant le numéro 08, en référence à la Peugeot 308. À l'avant et sur les côtés sont apposés des autocollants à l'effigie de Total, entreprise de production et de fourniture d’hydrocarbures. Les poignées latérales sont renforcées par l'ajout d'une petite pièce d'aluminium de chaque côté. La partie externe du moteur, les jantes et les bras de fourche sont peints en noir, tandis que le disque de frein est en version « Shuricane ».

### Kisbee 50 GT

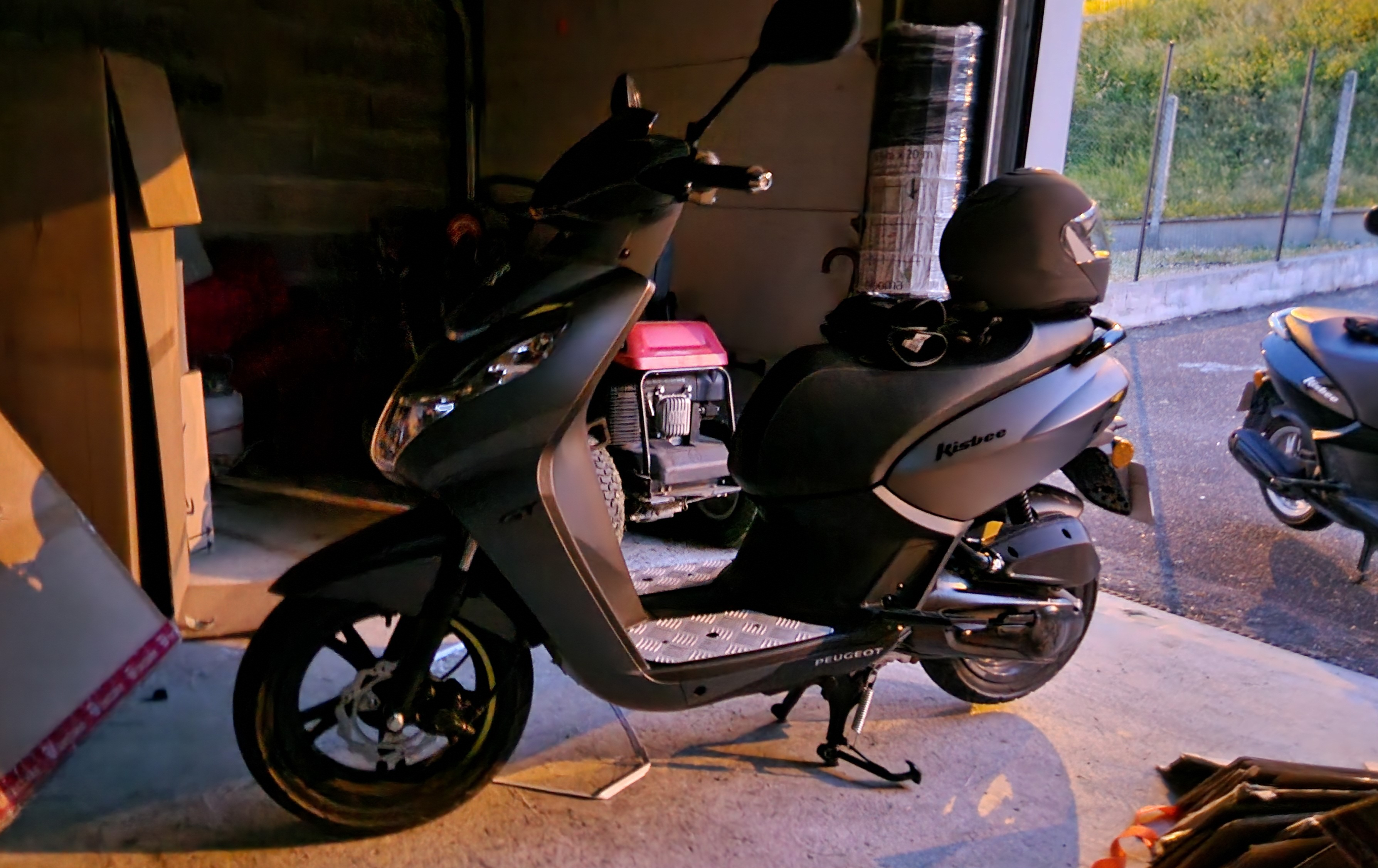
Un Peugeot Kisbee GT.

Le Kisbee GT est introduit sur le marché en 2021, en même temps que le passage à la norme Euro 5 en matière d'émissions. Cette version est conçue pour remplacer les précédentes versions sportives du Kisbee, à savoir les Kisbee R, RS et TCR. En termes de design, le Kisbee GT affiche les influences de Peugeot Sport Engineered, en arborant notamment l'identité de la Peugeot 508 PSE. Il est disponible en une seule couleur, le gris mat reprit de la version RS (Mad Grey, renommé Meteor Grey en 2023), et est muni d'autocollants en jaune-vert (Caribbean Yellow) au-dessus des phares avant et arrière, ainsi que sur les jantes. Les poignées latérales sont améliorées avec l'ajout d'une pièce d'aluminium de chaque côté. Les logo Kisbee et GT, plus discrets, sont inscrits en noir sur les côtés du scooter. Le carénage sous le plancher, tout comme les bras de fourche et la partie externe du moteur, sont également peints en noir. Sous le plancher est inscrit le nom de Peugeot en blanc.

### Kisbee 50 Motul

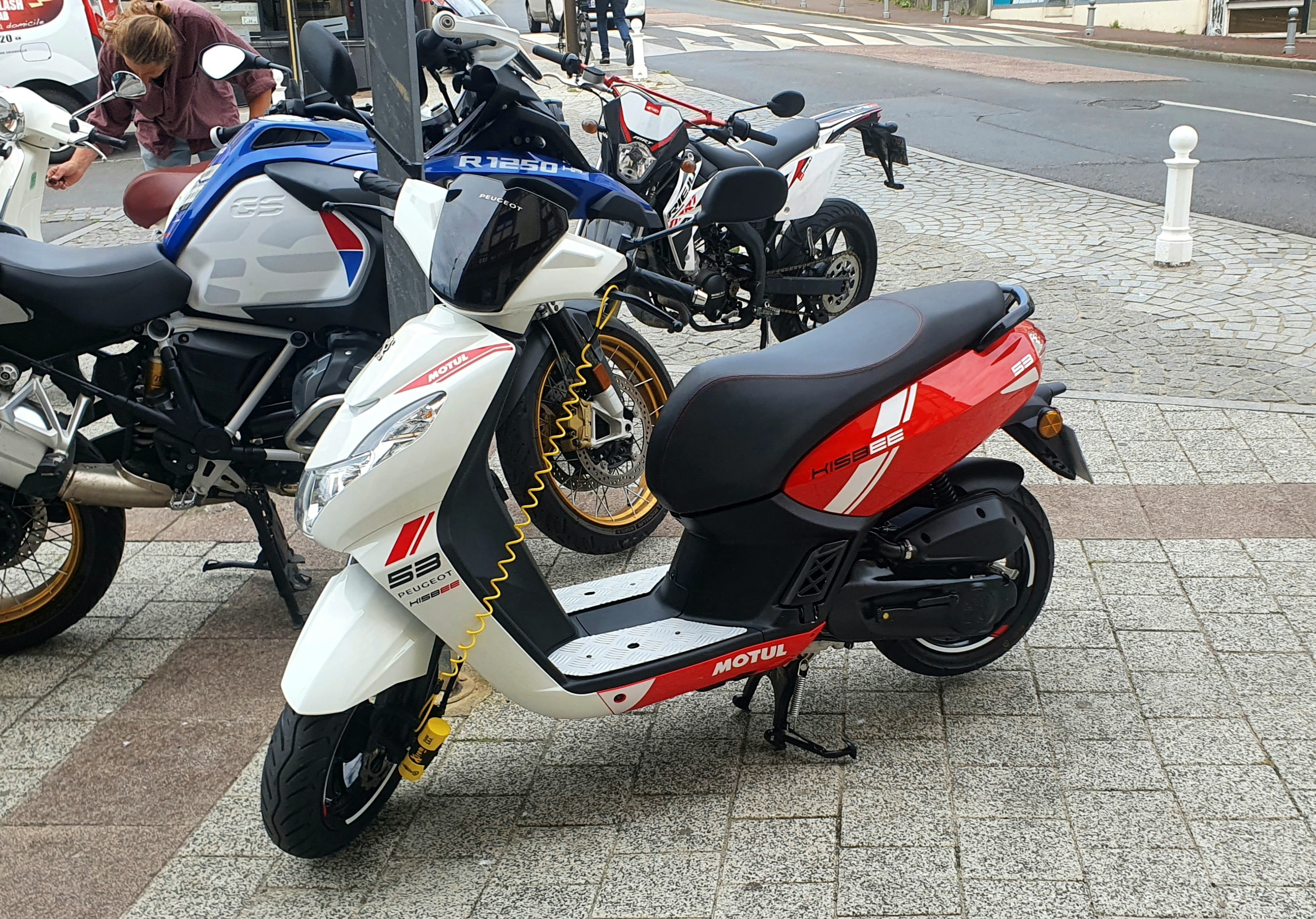
Un Peugeot Kisbee Motul de 2022.

Peugeot sort en 2022 le Kisbee Motul, fruit d'un partenariat avec Motul, entreprise française spécialisée dans la distribution de lubrifiants pour moteurs. L'année précédente, les deux marques avaient déjà signé un accord pour faire de Motul le fournisseur officiel de Peugeot Motocycles pour ses sites de production en France et en Chine. Cette version arbore naturellement les couleurs de la marque, avec une carrosserie rouge et blanche, baptisée Flat 6 Red, un nom en référence aux moteurs six cylindres à plat. L'arrière est rouge jusqu'au plancher, tandis que l'avant est blanc. Une multitude d'autocollants sont apposés sur le scooter, pour lui apporter un style sportif, et les poignées latérales sont ornées d'une pièce en aluminium. Des autocollants remplacent les logos Kisbee en plastique, le logo Motul est visible sous le plancher, et les côtés du tablier arborent le numéro 53. La poignée de maintien ainsi que la partie externe du moteur et les bras de fourche sont peints en noir, tandis que les jantes noires sont agrémentées d'un demi-filet blanc et rouge.

### Kisbee 100
Techniquement similaire en tout point à la version 4T Active, le Kisbee 100 dispose d'un moteur de 102 cm3, fruit d'une collaboration avec le constructeur taïwanais SYM. Le moteur est directement tiré du scooter SYM Mio 100. Esthétiquement, le Kisbee 100 dispose de roues de 10 pouces, au lieu de 12 pouces sur la version 50 cm3.

## Caractéristiques

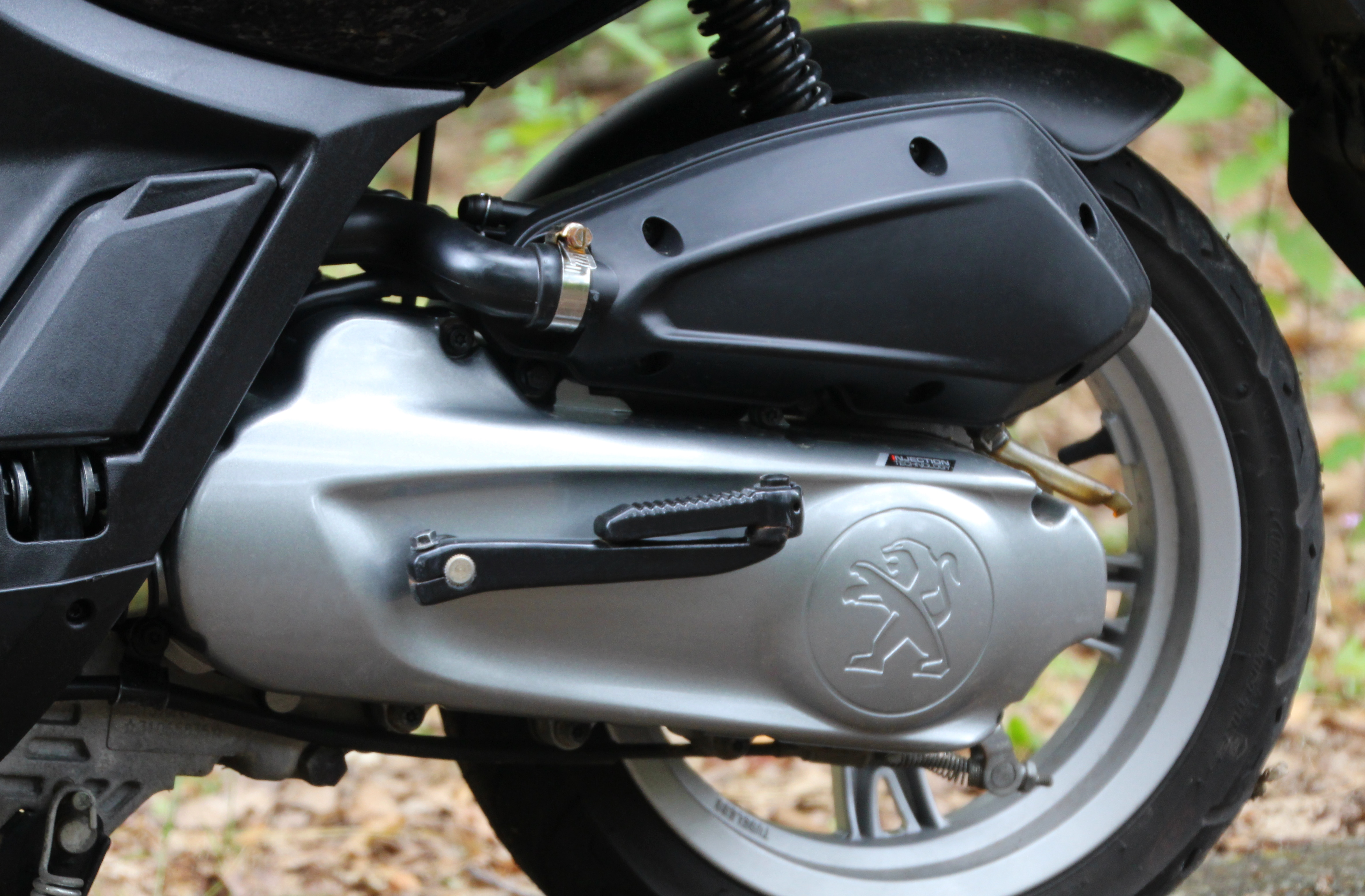
Le moteur du Kisbee 50 4T.

|                                       | Kisbee 50 2T | Kisbee 50 4T | Kisbee 100 |
| ------------------------------------- | ------------ | ------------ | ---------- |
| Longueur                              | 1 850 mm     | 1 850 mm     | 1 850 mm   |
| Largeur (guidon)                      | 665 mm       | 665 mm       | 665 mm     |
| Hauteur de selle                      | 760 mm       | 760 mm       | 780 mm     |
| Empattement                           | 1 256 mm     | 1 256 mm     | 1 256 mm   |
| Masse à vide                          | 92 kg        | 85 kg        | 92 kg      |
| Charge utile                          | 168 kg       | 175 kg       | 155 kg     |
| Poids total autorisé en charge (PTAC) | 260 kg       | 260 kg       | 247 kg     |
| Capacité du réservoir                 | 6,25 L       | 6,25 L       | 6,25 L     |

### Motorisations
Le moteur du Kisbee reprend la base de son prédécesseur, le Peugeot V-Clic. De nombreuses améliorations y ont été apportées, comme le carter moteur, la culasse, l’embiellage, le filtre à air, la transmission et l’échappement. Le piston est également allégé et le carburateur équipé d’un réchauffeur électrique. De 2018 à 2021, toute la gamme Kisbee est officiellement appelée « Kisbee Euro 4 », puis « Kisbee Euro 5 » depuis 2021.
| Modèle               | Production  | Moteur               | Cylindrée                  | Puissance                      | Couple                 | Vitesse maximale | Consommation et émission de CO2 |
| -------------------- | ----------- | -------------------- | -------------------------- | ------------------------------ | ---------------------- | ---------------- | ------------------------------- |
| Peugeot Kisbee 50 2T | 2010 - 2021 | Monocylindre 2 temps | 49,9 cm3 (39,94 × 39,8 mm) | 2,7 kW (3,7 ch) à 8 000 tr/min | 3,5 N m à 6 000 tr/min | 48 km/h          | 2,9 L/100 km 65 g/km            |
| Peugeot Kisbee 50 4T | 2010 -      | Monocylindre 4 temps | 49,9 cm3 (39 × 41,4 mm)    | 2,7 kW (3,7 ch) à 8 000 tr/min | 3,5 N m à 6 000 tr/min | 48 km/h          | 2,1 L/100 km 47 g/km            |
| Peugeot Kisbee 100   | 2013 - 2016 | Monocylindre 4 temps | 102 cm3 (50 × 51,5 mm)     | 5 kW (6,8 ch) à 8 000 tr/min   | 6,9 N m à 7 000 tr/min | 86 km/h          | 3,3 L/100 km                    |

### Partie-cycle
En termes de freinage, le Kisbee dispose d'un frein à disque de 170 mm à l'avant, et d'un frein à tambour à l'arrière.
Le Kisbee est équipé à l'avant d'une fourche télescopique hydraulique en aluminium de 27 mm de diamètre, avec un débattement de 68 mm. À l'arrière, la suspension est gérée par un mono-amortisseur hydraulique, d'un débattement de 68 mm également.
Le Kisbee 100 est équipé de jantes de 10 pouces, chaussées de pneus Cheng Shin 100/90x10.

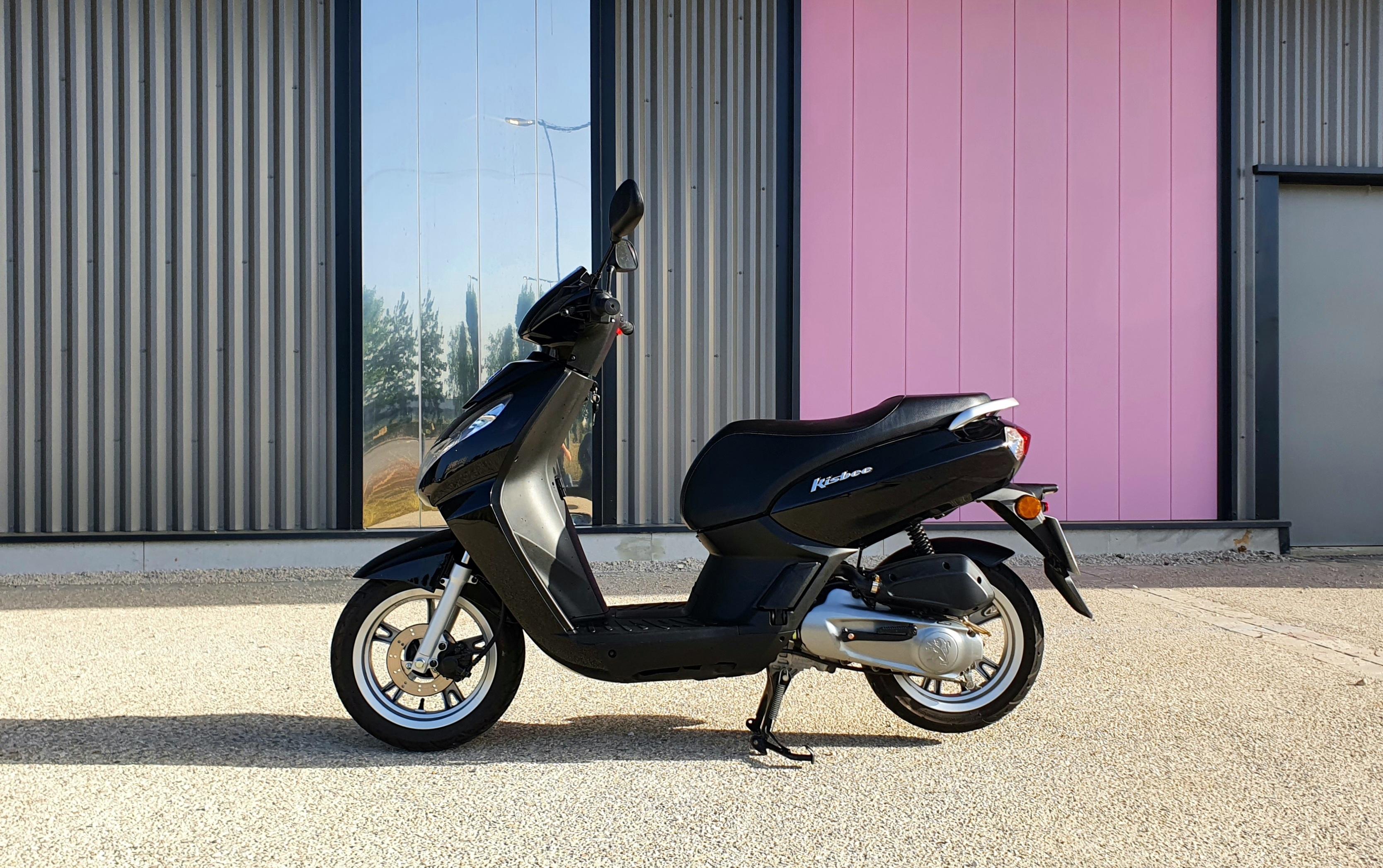
Côté gauche.
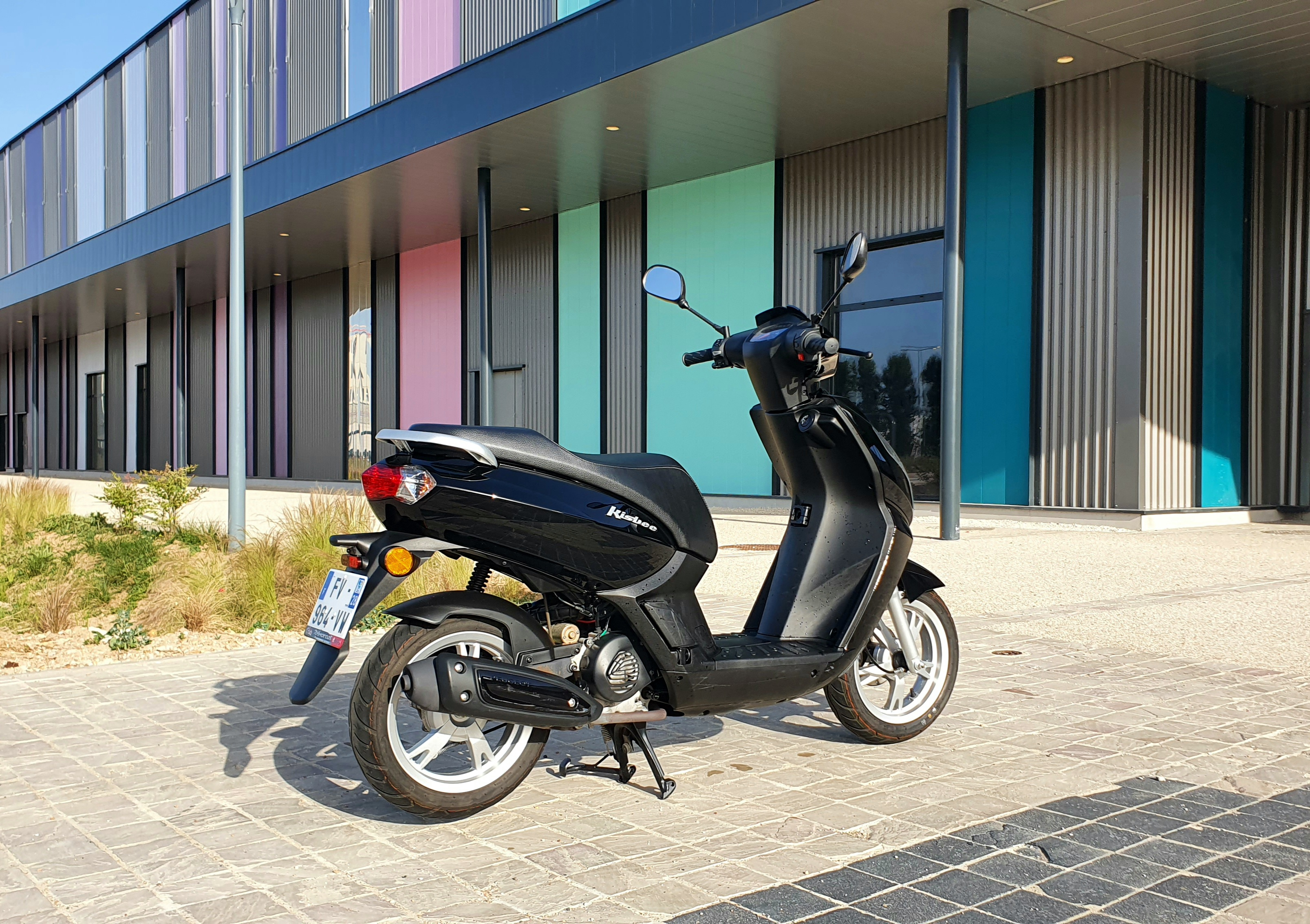
Trois quarts arrière.

### Coloris
Plusieurs couleurs sont proposées au catalogue, avec quelques changements au fil des années de production.
- Pearly Black (NK)
- Deep Ocean Blue (S5)
- Choclolate (K2) (remplacé par le Satin Chocolate depuis 2021)
- Satin Choclolate (remplace le Chocolate depuis 2021)
- Rouge Cherry ou Cherry Red (F3)
- Polar White (F4) (remplacé par l'Icy White depuis 2021)
- Icy White (F8) (remplace le Polar White depuis 2021)
- Nymphea (I1)
- Mad Grey ou Meteor Grey (I2) (couleur unique au Kisbee GT)
- Ruby Red (L6)
- Coral Orange (M3) (remplacé par le Orange is the New Black depuis 2019)
- Celest Blue (M4)
- Orange is the New Black (U1) (remplace le Coral Orange depuis 2019)
- Iced Grey (U2) (couleur unique au Kisbee R)
- Bleu France (Q1) (couleur unique au Kisbee Sportline)
- Satin Flash Silver (Q2)
- Blackcurrant (Q3)
- Candy Pink (Q6)
- Dragon Red (G9) (couleur unique au Kisbee Sportline)
- Flat 6 Red (R6) (couleur unique au Kisbee Motul Edition)
- Mad Black ou Matt Black (H6) (couleur mat unique au Kisbee Black Edition)

### Options et accessoires

#### Équipements
Côté rangement, le coffre sous selle est conçu pour contenir un casque intégral, et un accroche sac est apposé sur le tablier, sous le guidon. Il est capable de porter un passager avec une selle biplace, une poignée de maintien en aluminium et des repose-pieds escamotables.

#### Options
Plusieurs options sont proposées au catalogue, comme un top case (de 30 ou 35 L), un porte-bagage, un dosseret, un pare-brise, une béquille latérale, des manchons fourrés, et un antivol. La plancher en aluminium est en option uniquement sur la version Active, car elle est de série sur toutes les autres.

## Production
Le Peugeot Kisbee est conçu dans l'usine de Mandeure, dans le Doubs, puis construit et assemblé dans l'usine de Jinan Qingqi Motorcycle à Jinan, en Chine.

### Chiffres de vente
Le Kisbee est l'un des scooters les plus produits de sa génération, jouant un rôle essentiel dans le renouveau de Peugeot Motocycles en tant que principal constructeur mondial de scooters, avec une position de premier plan sur le marché français. Un an après sa sortie, 2 600 exemplaires sont vendus fin 2010, puis 5 560 en 2011, et enfin 5 279 en 2012. En 2018, le Peugeot Kisbee est en tête des ventes de scooters de 50 cm3 en France, avec 7 600 exemplaires vendus. Pour 2019, il garde cette avance avec plus de 22 000 exemplaires vendus, soit 38 % de part de marché. Chez Peugeot, il représentait près de 70 % des ventes de cyclomoteurs. En 2021, 11 229 exemplaires sont vendus. En 2023, Peugeot annonce avoit vendu au total 225 000 Peugeot Kisbee en Europe, depuis 2010.
| Année | Volume |
| ----- | ------ |
| 2010  | 2 600  |
| 2011  | 5 560  |
| 2012  | 5 279  |
| 2017  | 8 100  |
| 2018  | 7 600  |
| 2019  | 22 000 |
| 2021  | 11 229 |